# Poliomielite
A poliomielite, também chamada de pólio ou paralisia infantil, é uma doença infecciosa viral aguda transmitida de pessoa a pessoa, principalmente pela via fecal-oral. O termo deriva do grego poliós (πολιός), que significa "cinza", myelós (µυελός "medula"), referindo-se à substância cinzenta da medula espinhal, e o sufixo -itis, que denota inflamação, ou seja, inflamação da substância cinzenta da medula espinhal. Contudo, algumas infecções mais graves podem se estender até o tronco encefálico e ainda para estruturas superiores, resultando em polioencefalite, que provoca apneia, a qual requer ventilação mecânica com o uso de um respirador artificial.
Embora aproximadamente 90% das infecções por pólio não causem sintomas (são assintomáticas), os indivíduos afetados podem exibir uma variedade de sintomas se o vírus atingir a corrente sanguínea. Em cerca de 1% dos casos, o vírus alcança o sistema nervoso central, preferencialmente infectando e destruindo neurônios motores, levando à fraqueza muscular e à paralisia flácida aguda. Diferentes tipos de paralisia podem ocorrer, dependendo dos nervos envolvidos. A pólio espinhal é a forma mais comum, caracterizada por paralisia assimétrica que, com frequência, afeta as pernas. A pólio bulbar cursa com fraqueza dos músculos inervados pelos nervos cranianos. A pólio bulboespinhal é uma combinação das paralisias bulbar e espinhal.
A poliomielite foi reconhecida pela primeira vez como uma condição distinta por Jakob Heine, em 1840. Seu agente causador, o poliovírus, foi identificado em 1908 por Karl Landsteiner. Embora grandes epidemias de pólio sejam desconhecidas até o final do século XIX, esta foi uma das doenças infantis mais temidas do século XX. As epidemias de pólio causaram deficiências físicas em milhares de pessoas, principalmente crianças. A pólio existiu por milhares de anos silenciosamente, como um patógeno endêmico até os anos 1880, quando grandes epidemias começaram a ocorrer na Europa; pouco depois, as epidemias espalharam-se nos Estados Unidos.
Por volta de 1910, grande parte do mundo experimentou um aumento dramático dos casos de poliomielite e as epidemias tornaram-se eventos comuns, principalmente nas cidades durante os meses de verão. Essas epidemias — que deixaram milhares de crianças e adultos paralíticos — incentivaram a "Grande Corrida" em busca do desenvolvimento de uma vacina. Desenvolvida na década de 1950, a vacina contra a pólio reduziu o número global de casos da doença por ano de centenas de milhares para menos de mil. Os esforços pela vacinação, apoiados pela GAVI Alliance, Rotary International, Organização Mundial da Saúde (OMS) e UNICEF, devem resultar na erradicação global desta doença.
Em agosto de 2020 a OMS anunciou que apenas dois países ainda tinham casos de transmissão e que "o mundo está mais perto de alcançar a erradicação global da pólio".

## Classificação
| Resultado                          | Proporção de casos        |
| ---------------------------------- | ------------------------- |
| Assintomáticos                     | 90–95%                    |
| Doença menor                       | 4–8%                      |
| Meningite asséptica não paralítica | 1–2%                      |
| Poliomielite paralítica            | 0,1–0,5%                  |
| — Pólio espinhal                   | 79% dos casos paralíticos |
| — Pólio bulboespinhal              | 19% dos casos paralíticos |
| — Pólio bulbar                     | 2% dos casos paralíticos  |

O termo "poliomielite" é usado para identificar a doença causada por qualquer um dos três sorotipos do poliovírus. Dois padrões básicos de infecção por pólio são descritos: a doença menor, que não envolve o sistema nervoso central (SNC), algumas vezes chamada de poliomielite abortada, e a forma maior envolvendo o SNC, que pode ser paralítica ou não paralítica. Na maioria das pessoas com sistema imunitário normal, uma infecção por poliovírus é assintomática. Raramente a infecção produz sintomas com alguma importância; esses podem incluir infecção das vias aéreas superiores (infecção da garganta e febre), distúrbios gastrointestinais (náuseas, vômitos, dores abdominais, constipação ou, raramente, diarreia) e sintomas de gripe.
O vírus atinge o sistema nervoso central em cerca de 3% dos pacientes. A maioria dos indivíduos com envolvimento do SNC desenvolve meningite asséptica não paralítica, com sintomas de dor de cabeça, no pescoço, nas costas, no abdome e nas extremidades, febre, vômitos, letargia e irritabilidade. Aproximadamente de um a cinco casos em mil progridem para a doença paralítica, na qual os músculos se tornam fracos, moles e de difícil controle, e, finalmente, completamente paralisados; essa condição é conhecida como paralisia flácida aguda. Dependendo do local da paralisia, a poliomielite paralítica é classificada como espinhal, bulbar ou bulboespinhal. A encefalite, infecção do próprio tecido cerebral, pode ocorrer em casos raros e geralmente só atinge crianças muito jovens. É caracterizada por confusão, alterações do estado mental, cefaleias, febre e, mais raramente, convulsões e paralisia espástica.

## Etiologia

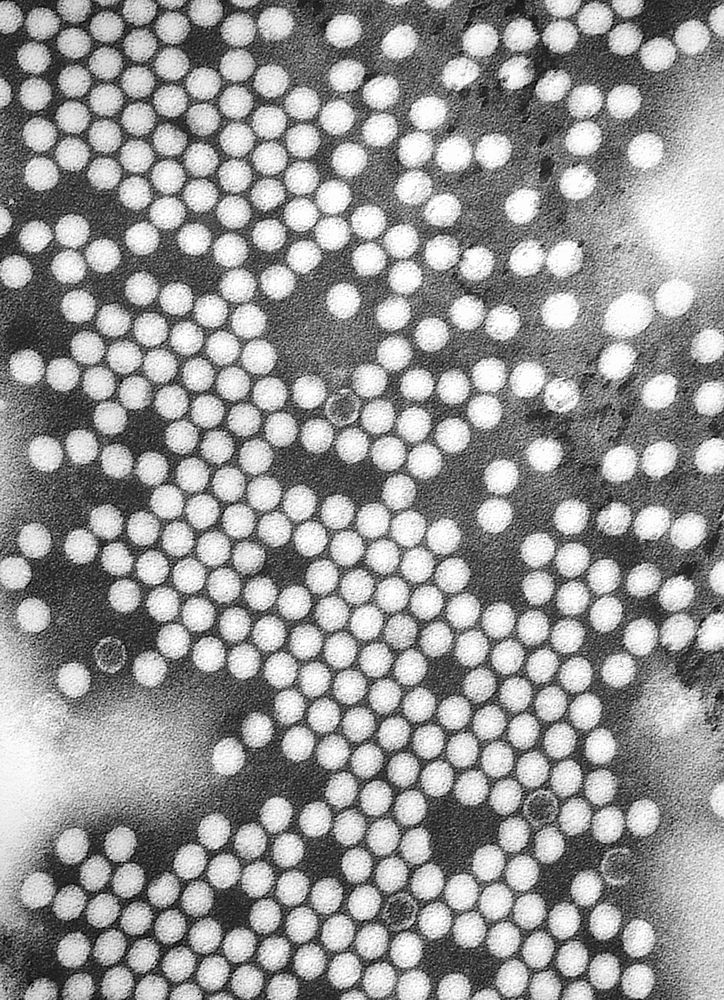
Micrografia eletrônica de transmissão de poliovírus

A poliomielite é causada pela infecção por um membro do gênero Enterovirus conhecido como poliovírus (PV). Esse grupo de vírus RNA coloniza o trato gastrointestinal — especificamente a orofaringe e o intestino. O tempo de incubação (até os primeiros sinais e sintomas) varia de três a 35 dias, sendo mais comuns períodos de seis a 20 dias. O PV, o agente patógeno, infecta e causa doença somente em humanos. A sua estrutura é muito simples, composta de um genoma de RNA fita única sentido positivo, envolto por uma cápsula proteica chamada capsídeo. Além de proteger o material genético viral, as proteínas do capsídeo permitem ao poliovírus infectar certos tipos de células. Três sorotipos de poliovírus foram identificados — poliovírus tipo 1 (PV1), tipo 2 (PV2) e tipo 3 (PV3) — cada um com ligeiras diferenças nas proteínas do capsídeo. Todos os três são extremamente virulentos e produzem os mesmos sintomas. O PV1 é a forma mais comumente encontrada e uma das mais associadas à paralisia.
Os indivíduos expostos ao vírus, seja através de infecção ou de imunização pela vacina contra a pólio, desenvolvem imunidade. Nas pessoas imunes, estão presentes anticorpos IgA contra o poliovírus nas tonsilas e no trato gastrointestinal, conferindo-lhes a capacidade de bloquear a replicação viral; os anticorpos IgG e IgM contra o PV podem prevenir a disseminação do vírus para os neurônios motores do sistema nervoso central. A infecção ou a vacinação com um sorotipo de poliovírus não fornece imunidade contra os outros sorotipos, pois a imunidade completa requer a exposição a todos os sorotipos.
Uma condição rara com apresentação semelhante, a poliomielite não poliovírus, pode resultar de infecção por outros diferentes vírus do grupo dos enterovírus.

### Transmissão
A poliomielite é altamente contagiosa por via oral-oral (fonte orofaríngea) e fecal-oral (fonte intestinal). Em áreas endêmicas, os poliovírus selvagens podem infectar virtualmente toda a população humana. É sazonal em climas temperados, com pico de transmissão ocorrendo no verão e no outono. Essas diferenças sazonais são muito menos pronunciadas em zonas tropicais. O tempo entre a exposição e os primeiros sintomas, conhecido como período de incubação, é, geralmente, de seis a 20 dias, podendo ir de três a 35 dias. As partículas virais são excretadas pelas fezes durante várias semanas após a infecção inicial. A doença é transmitida primariamente por via fecal-oral, através da ingestão de alimentos ou água contaminados. Ocasionalmente, é transmitida por via oral-oral, um modo especialmente visível em áreas com boas condições higiênicas e sanitárias. A pólio é mais infecciosa entre os sete e dez dias antes e após o aparecimento dos sintomas, mas a transmissão é possível enquanto o vírus permanecer na saliva ou nas fezes.
Fatores que aumentam o risco de infecção por pólio ou que afetam a gravidade da doença incluem imunodeficiência, desnutrição, tonsilectomia, exercício físico imediatamente após o início da paralisia, lesão muscular devido à injeção de vacinas ou agentes terapêuticos e gravidez. Embora o vírus possa atravessar a barreira placentária durante a gestação, o feto não parece ser atingido pela infecção ou vacinação maternas. Os anticorpos maternos também atravessam a barreira placentária, fornecendo imunidade passiva que protege a criança da infecção por pólio durante os primeiros meses de vida.

## Fisiopatologia

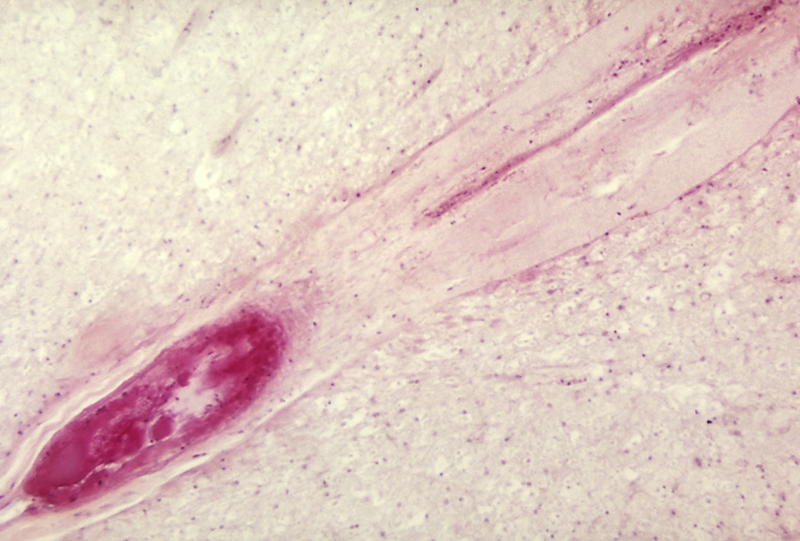
Bloqueio do segmento lombar da artéria medular anterior causada por pólio (PV3)

O poliovírus entra no corpo através da boca, infectando as primeiras células com que entra em contato — as mucosas da faringe e do intestino. Ele consegue entrar porque se liga a um receptor semelhante a uma imunoglobulina, conhecido como receptor do poliovírus ou CD155, na membrana celular. O vírus, então, aproveita recursos celulares do hospedeiro e começa a replicar-se. Os poliovírus dividem-se no interior das células do trato orofaríngeo e gastrointestinal durante uma semana aproximadamente, de onde se difundem para as tonsilas (especificamente, residindo nas células dendríticas foliculares do centro germinativo tonsilar), para o tecido linfoide intestinal, incluindo as células M das placas de Peyer, e para os gânglios linfáticos cervicais e mesentéricos inferiores, onde se multiplicam abundantemente. O vírus pode posteriormente disseminar-se pela circulação sanguínea (disseminação hematológica).
Conhecida como viremia, a presença de vírus na circulação sanguínea permite que eles sejam largamente distribuídos pelo corpo. Os poliovírus podem sobreviver e multiplicar-se no sangue e nos vasos linfáticos por longos períodos de tempo, algumas vezes durante umas 17 semanas. Em uma pequena porcentagem de casos, o vírus pode disseminar e replicar-se em outros locais, como o tecido adiposo, o sistema reticuloendotelial e os músculos. Essa replicação persistente causa uma maior viremia e leva ao aparecimento de sintomas semelhantes aos da gripe. Raramente, eles progridem e o vírus invade o sistema nervoso central, provocando respostas inflamatórias locais. Na maioria dos casos, o vírus causa um processo inflamatório auto-limitado das meninges, as membranas que envolvem o cérebro, sendo conhecido como meningite asséptica não paralítica. A infecção do SNC não fornece nenhum benefício conhecido ao vírus e é possível que ocorra por desvio acidental da infecção gastrointestinal usual. Os mecanismos pelos quais os poliovírus se difundem para o SNC são pouco compreendidos, mas parece tratar-se de uma complicação independente da idade, do gênero ou das condições socioeconômicas do indivíduo.

### Poliomielite paralítica

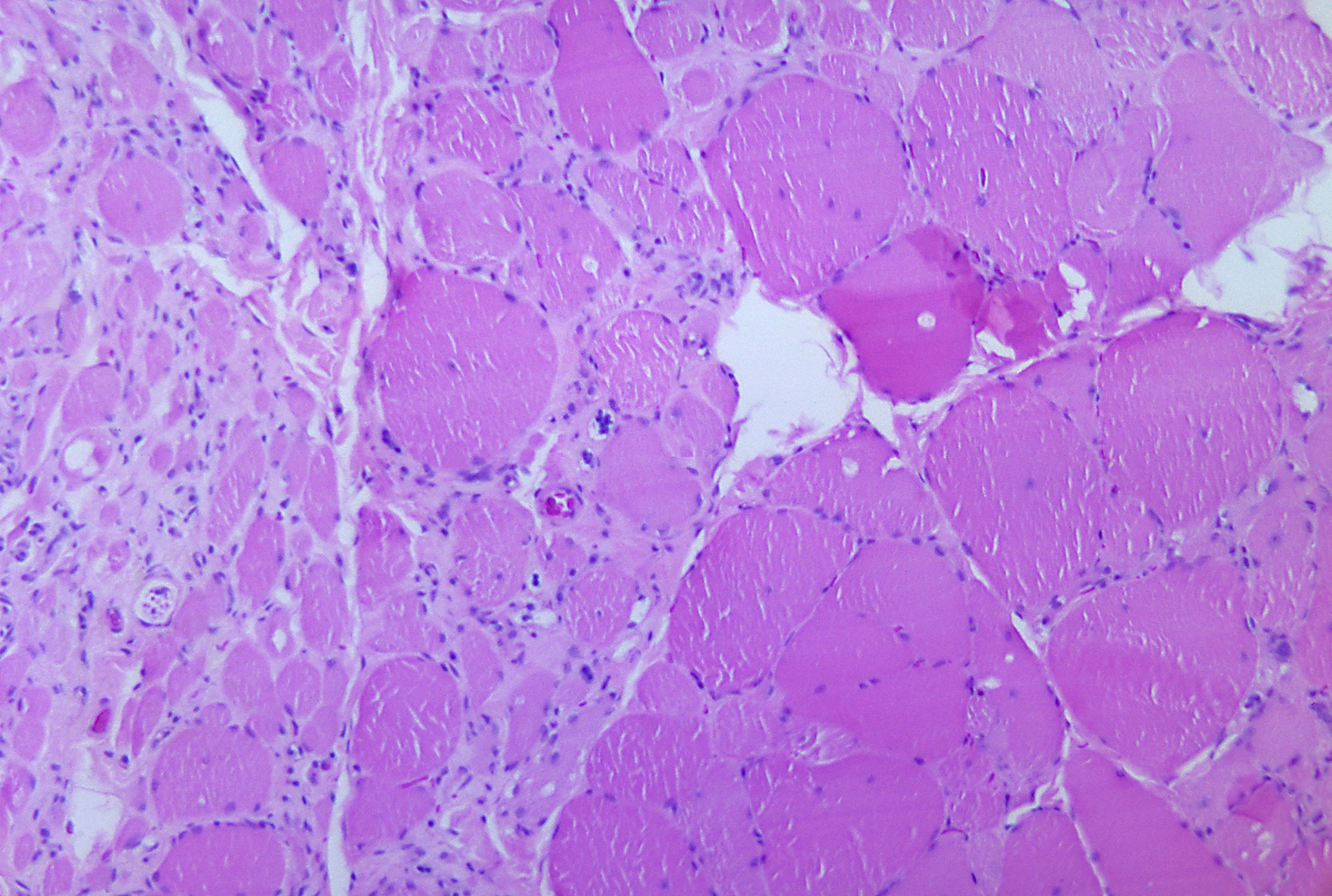
Desnervação de tecido muscular esquelético secundária à infecção por poliovírus pode levar a paralisia.

Em cerca de 1% das infecções, o poliovírus se espalha para certas vias nervosas, preferencialmente replicando-se e destruindo os neurônios motores da medula espinhal, do tronco encefálico ou do córtex motor. Isso leva ao desenvolvimento da poliomielite paralítica e as várias formas apresentadas (espinhal, bulbar e bulboespinhal) variam apenas pela quantidade de dano e de inflamação que ocorre e a região afetada do SNC.
A destruição de células neuronais produz lesões nos gânglios espinais; isso também pode ocorrer na formação reticular, nos núcleos vestibulares, no vermis cerebelar e nos núcleos cerebelares profundos. A inflamação associada à destruição das células nervosas frequentemente altera a cor e a aparência da substância cinzenta da medula espinhal, deixando-a avermelhada e inchada. Outras alterações destrutivas associadas com a doença paralítica ocorrem na região do prosencéfalo, especificamente no hipotálamo e no tálamo. Os mecanismos moleculares através dos quais os poliovírus causam doença paralítica são pouco compreendidos.
Os sintomas iniciais da pólio paralítica incluem febre, cefaleia, rigidez nas costas e no pescoço, fraqueza assimétrica de vários músculos, sensibilidade ao toque, dificuldade de engolir, dor muscular, perda dos reflexos superficiais e profundos, parestesia (do tipo picada ou agulhada), irritabilidade, constipação e dificuldades para urinar. A paralisia geralmente desenvolve-se de um a dez dias após o início dos primeiros sintomas, progride por dois ou três dias e está completa, usualmente, no momento em que a febre desaparece.
A probabilidade de se desenvolver a pólio paralítica aumenta com a idade, assim como a extensão da paralisia. Em crianças, a meningite não paralítica é a principal consequência do envolvimento do SNC, ocorrendo paralisia em apenas um a cada 1 000 casos. Em adultos, a paralisia ocorre em um a cada 75 casos. Em crianças menores de cinco anos, a paralisia de uma perna é mais comum; em adultos, é mais provável a paralisia extensa do tórax e do abdome, afetando também os quatro membros — tetraplegia. Os índices de paralisia também variam em relação ao sorotipo do poliovírus infectante; os maiores níveis de paralisia (um em 200) estão associados ao poliovírus tipo 1 e os menores índices (um em 2 000) estão relacionados ao tipo 2.

#### Poliomielite espinhal

A localização dos neurônios motores nas células do corno anterior da medula espinhal

A pólio espinhal, a forma mais comum de poliomielite paralítica, resulta de uma invasão viral dos neurônios motores das células do corno anterior ou da substância cinzenta ventral (frontal) da medula espinhal, que é responsável pelo movimento dos músculos do tronco, dos membros e dos músculos intercostais. A invasão viral causa inflamação das células nervosas, originando lesão ou destruição dos gânglios dos neurônios motores. Quando os neurônios espinais morrem, ocorre a degeneração Walleriana, que precede a fraqueza daqueles músculos antes inervados pelos neurônios mortos. Com a destruição das células nervosas, os músculos deixam de receber sinais do cérebro e da medula espinhal; sem estimulação nervosa, os músculos tornam-se fracos, moles e descontrolados e, finalmente, completamente paralisados, seguindo-se a atrofia muscular típica dos membros paralisados. A progressão até a paralisia máxima é rápida (dois a quatro dias) e geralmente está associada a febre e a dor muscular. Os reflexos tendinosos profundos também são afetados, estando, em geral, ausentes ou diminuídos; a sensibilidade (capacidade de sentir) nos membros paralisados, contudo, não é afetada.
A extensão da paralisia espinhal depende da região afetada da medula, que pode ser cervical, torácica ou lombar. O vírus pode afetar músculos em ambos os lados do corpo, mas a paralisia é frequentemente assimétrica. Qualquer membro ou combinação de membros pode ser afetada: uma perna, um braço ou as duas pernas e os dois braços. A paralisia proximal (onde os membros se juntam ao resto do corpo) é frequentemente mais severa do que a distal (na ponta dos dedos das mãos ou dos pés).

#### Poliomielite bulbar

Localização e anatomia da região bulbar (em laranja), abaixo da ponte

Compreendendo cerca de 2% dos casos de pólio paralítica, a pólio bulbar ocorre quando o poliovírus invade e destrói as células nervosas no interior da região bulbar do tronco encefálico.A região bulbar corresponde a uma via de substância branca que conecta o córtex cerebral ao tronco encefálico. A destruição desses nervos enfraquece os músculos controlados pelos nervos cranianos, produzindo sintomas de encefalite e causando dificuldades para respirar, falar e engolir. Os nervos críticos afetados são o glossofaríngeo (controla parcialmente a deglutição e as funções da garganta, o movimento da língua e o paladar), o vago (envia sinais para o coração, intestinos e pulmões) e o acessório (controla os movimentos da parte superior do pescoço). Devido ao efeito na deglutição, a secreção de muco pode aumentar nas vias aéreas, causando sufocamento. Outros sinais e sintomas incluem paralisia facial (causada pela destruição dos nervos trigêmeo e facial, que inervam as bochechas, o canal lacrimal, as gengivas e os músculos da face, entre outras estruturas), visão dupla, dificuldade de mastigar e frequência respiratória anormal, a qual pode levar à parada respiratória. O edema pulmonar e o choque circulatório também são possíveis e potencialmente fatais.

#### Poliomielite bulboespinhal
Aproximadamente 19% de todos os casos de pólio paralítica apresentam tanto sintomas bulbares quanto espinais; esse subtipo é chamado de pólio respiratória ou bulboespinhal. Aqui, o vírus afeta a parte superior da medula espinhal cervical (vértebras cervicais C3 a C5) e ocorre paralisia do diafragma. Os nervos afetados são o frênico (controla o diafragma, o músculo mais importante no mecanismo de inspiração e expiração) e os nervos que controlam os músculos necessários à deglutição. Pela destruição desses nervos, essa forma de pólio afeta a respiração, tornando difícil ou impossível ao paciente respirar sem o suporte de um respirador. Ela pode levar à paralisia dos braços e das pernas e também pode afetar a deglutição e a função cardíaca.

## Diagnóstico
A poliomielite paralítica pode ser suspeitada clinicamente em indivíduos com paralisia flácida de início agudo em um ou mais membros, com redução ou ausência dos reflexos tendinosos nos membros afetados e que não podem ser atribuídas a uma outra causa aparente. Não há comprometimento da sensibilidade ou das capacidades intelectuais.
O diagnóstico laboratorial é geralmente baseado no isolamento do poliovírus nas fezes ou no muco faríngeo. A pesquisa de anticorpos para o poliovírus pode ser utilizada no diagnóstico. Os anticorpos são, em geral, detectados no sangue de pacientes infectados logo no início da infecção. A análise do líquido cefalorraquidiano (LCR) do paciente, que é colhido por punção lombar, revela um número aumentado de glóbulos brancos (principalmente linfócitos) e um nível moderadamente elevado de proteínas. A detecção do vírus no LCR, apesar de rara, confirma o diagnóstico de pólio paralítica.
Se o poliovírus for isolado de um paciente com paralisia flácida aguda, ele será posteriormente testado por mapeamento de oligonucleotídeos (impressão genética) ou mais recentemente pela amplificação por reação em cadeia da polimerase (PCR) para determinar se é um "tipo selvagem" (isto é, um vírus encontrado na natureza) ou um "tipo vacinal" (derivado de um tipo de poliovírus usado para produzir vacinas contra a pólio). É importante determinar a fonte do vírus porque para cada caso declarado de pólio paralítica causada por um poliovírus selvagem, existe um valor estimado em 200 a 3 000 portadores assintomáticos mas contagiosos.

## Prevenção

### Imunização passiva
Em 1950, William Hammon da Universidade de Pittsburgh purificou uma gamaglobulina do plasma sanguíneo de sobreviventes da pólio. Hammon propôs que a gamaglobulina, que servia como anticorpo contra o poliovírus, fosse usada para deter a infecção por poliovírus, prevenir a doença e reduzir a sua gravidade em outros pacientes que tinham contraído pólio. Os resultados de um grande ensaio clínico foram promissores; a gamaglobulina mostrou-se 80% efetiva em prevenir o desenvolvimento da poliomielite paralítica. Também foi demonstrado que reduzia a gravidade da doença em pacientes que desenvolveram pólio. Porém, a estratégia da gamaglobulina foi demonstrada impraticável para uso em grande escala devido, em grande parte, ao suprimento limitado de plasma sanguíneo. Assim, a comunidade médica focalizou-se no desenvolvimento de uma vacina contra a pólio.

### Vacina

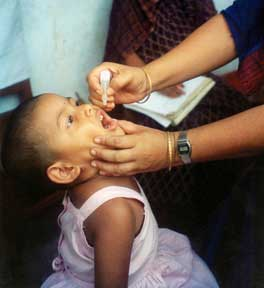
Uma criança recebendo a vacina oral contra a pólio

Dois tipos de vacina são usados em todo o mundo no combate à poliomielite. Ambos induzem imunidade contra a pólio, bloqueando eficientemente a transmissão de pessoa a pessoa do poliovírus selvagem, protegendo, portanto, os indivíduos vacinados e a comunidade (imunidade de grupo).
A primeira vacina contra a pólio, baseada em um sorotipo de um vírus vivo mas atenuado, foi desenvolvida pelo virologista Hilary Koprowski. O protótipo de Koprowski foi dado a um menino com oito anos de idade em 27 de fevereiro de 1950. Koprowski continuou a trabalhar na vacina ao longo da década de 1950, liderando grandes ensaios clínicos no Congo Belga e a vacinação de sete milhões de crianças na Polônia contra os sorotipos PV1 e PV3 entre 1958 e 1960.
A segunda vacina de vírus inativado foi desenvolvida em 1952 por Jonas Salk na Universidade de Pittsburgh e foi anunciada ao mundo em 12 de abril de 1955. A vacina de Salk, ou vacina do poliovírus inativado (IPV), é baseada no crescimento do poliovírus em cultura de células renais de um tipo de macaco, sendo o vírus inativado quimicamente com formalina. Após duas doses da IPV (administradas por injeção), 90% ou mais dos indivíduos desenvolve anticorpos protetores contra todos os três sorotipos do poliovírus e, no mínimo, 99% das pessoas se torna imune ao poliovírus após três doses.
Na sequência, Albert Sabin desenvolveu outra vacina oral contra a pólio com vírus vivo (OPV). Ela foi produzida pela passagem repetida do vírus por células não humanas a temperaturas subfisiológicas. O poliovírus atenuado da vacina Sabin replica-se eficientemente no intestino, o sítio primário de infecção e replicação do poliovírus selvagem, mas a estirpe vacinal é incapaz de se replicar eficientemente no interior do tecido nervoso. Uma única dose da OPV de Sabin produz imunidade contra os três sorotipos de poliovírus em cerca de 50% dos que a receberam. Três doses da vacina produzem anticorpos protetores contra os três sorotipos em mais de 95% dos vacinados. Os ensaios clínicos em humanos com a VOP de Sabin começaram em 1957, e em 1958 ela foi selecionada, entre as vacinas de vírus vivos de Koprowski e de outros pesquisadores, pelo Instituto Nacional de Saúde dos Estados Unidos (NIH). Autorizada em 1962, tornou-se rapidamente a única vacina contra a pólio utilizada em todo o mundo.
Pelo fato de a OPV de Sabin ser barata, de fácil administração e por produzir excelente imunidade no intestino (o que ajuda a prevenir infecções por vírus selvagens em áreas endêmicas), ela tem sido a vacina de escolha no controle da poliomielite em muitos países. Em ocasiões muito raras (aproximadamente um caso por 750 000 recipientes da vacina), o vírus atenuado pode sofrer mutação para uma forma capaz de causar paralisia. A maioria dos países industrializados trocou a OPV pela IPV, que não sofre mutação, seja como única vacina contra a poliomielite ou em combinação com a vacina oral contra a pólio.

## Tratamento
Não existe cura para a poliomielite. O objetivo do tratamento moderno tem sido aliviar os sintomas, rápida recuperação e prevenir complicações. As medidas de suporte incluem antibióticos para prevenir infecções nos músculos enfraquecidos, analgésicos para a dor, exercícios moderados e uma dieta nutritiva. O tratamento da pólio frequentemente requer reabilitação a longo prazo, incluindo terapia ocupacional, fisioterapia, aparelhos de suporte ortopédico, calçados ortopédicos e, em alguns casos, cirurgia ortopédica.
Os respiradores portáteis podem ser necessários no suporte respiratório. Historicamente, o pulmão de aço, um respirador de pressão negativa não invasivo, foi usado para manter a respiração artificialmente durante a infecção aguda da pólio até a pessoa poder respirar com independência (geralmente em cerca de uma ou duas semanas). Hoje, muitos sobreviventes da pólio com paralisia respiratória permanente utilizam aparelhos de pressão negativa do tipo couraça que envolvem o tórax e o abdome.
Outros tratamentos históricos para a pólio incluem hidroterapia, eletroterapia, massagem e exercícios de movimento passivo, além de tratamentos cirúrgicos, como alongamento de tendão e enxerto de nervos.

## Prognóstico
Os pacientes com infecções abortadas recuperam-se completamente. Naqueles que desenvolvem apenas a meningite asséptica, espera-se que os sintomas persistam por dois a dez dias, seguidos de recuperação completa. Em casos de pólio espinhal, se os nervos afetados forem totalmente destruídos, a paralisia será permanente; células que não foram destruídas, mas com perda temporária das funções, podem restabelecer-se dentro de quatro a seis semanas após o início. Metade dos pacientes com pólio espinhal recupera-se completamente; um quarto recupera-se moderadamente da incapacidade e o quarto restante permanece com deficiência grave. O grau das paralisias aguda e residual é muito provavelmente proporcional ao nível de viremia e inversamente proporcional ao grau de imunidade. A pólio espinhal raramente é fatal.

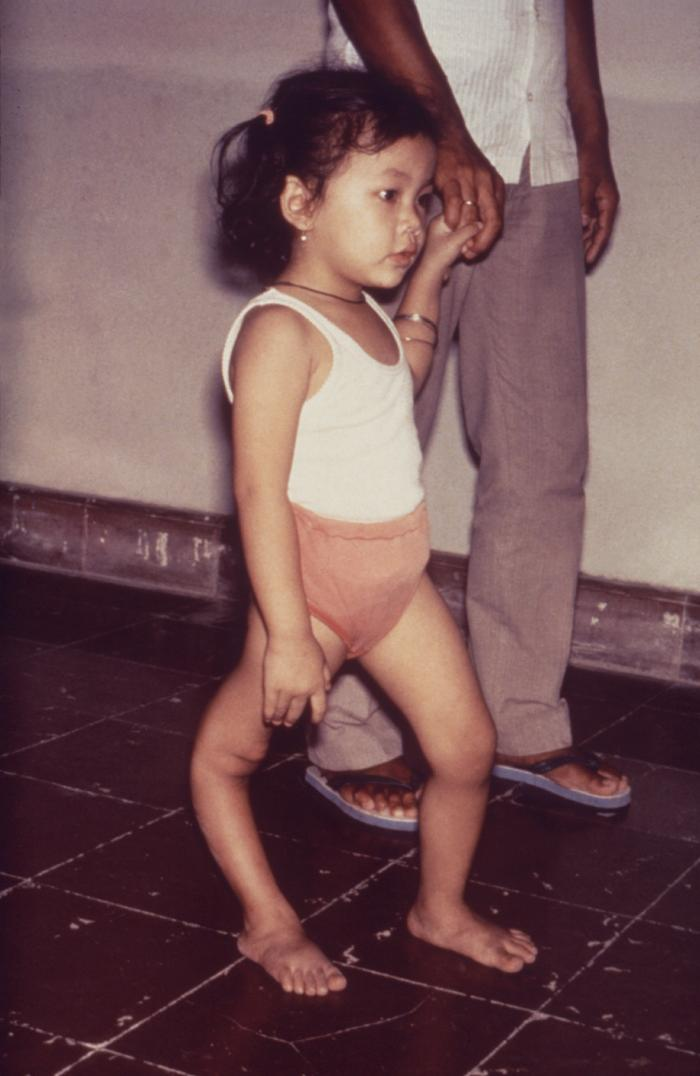
Criança com deformidade na perna direita em consequência da pólio

Sem suporte respiratório, as consequências da poliomielite com envolvimento respiratório incluem asfixia e pneumonia por aspiração de secreções. No geral, de 5 a 10% dos pacientes com pólio paralítica morrem em consequência da paralisia dos músculos usados na respiração. A taxa de mortalidade varia conforme a idade: 2-5% das crianças e mais de 15-30% dos adultos morrem. A pólio bulbar frequentemente causa morte se o suporte respiratório não for fornecido; com suporte, sua taxa de mortalidade varia de 25 a 75%, dependendo da idade do paciente. Quando há disponibilidade de ventilação em pressão positiva intermitente, a mortalidade pode ser reduzida para 15%.

### Recuperação
Muitos casos de poliomielite originam apenas uma paralisia temporária. A condução dos impulsos nervosos ao músculo paralisado é restabelecida em cerca de um mês e a recuperação geralmente completa-se em seis a oito meses. Os processos neurofisiológicos envolvidos na recuperação após a poliomielite paralítica aguda são consideravelmente eficientes; os músculos são capazes de manter a força e tônus normais mesmo quando metade dos neurônios motores originais foi perdida. Se a paralisia se mantiver após um ano, provavelmente ela será permanente, apesar de existir a possibilidade de uma modesta recuperação da força muscular 12 a 18 meses após a infecção.
Um dos mecanismos envolvidos na recuperação é a regeneração nervosa terminal, na qual os neurônios motores remanescentes (não lesados) do tronco encefálico e da medula espinhal desenvolvem neo-axônios. Esses neo-axônios podem reinervar fibras musculares desnervadas pela infecção aguda da pólio, restaurando a contratilidade das fibras musculares e aumentando o seu tônus e força. Esta proliferação terminal é capaz de originar alguns neurônios motores significativamente longos capazes de desempenhar a função anteriormente realizada por quatro ou cinco unidades: um único neurônio motor que antes controlava 200 células musculares passa a controlar de 800 a 1 000 células. Outros mecanismos que ocorrem durante a fase de reabilitação e que contribuem para a restauração da força e tônus musculares são a hipertrofia muscular — aumento das fibras musculares através de atividade física — e a transformação das fibras musculares do tipo II em fibras do tipo I.
Além desses processos fisiológicos, o corpo desenvolve inúmeros mecanismos compensatórios para manter a função normal em presença de uma paralisia residual. Isso inclui a utilização dos músculos mais fracos num regime superior à intensidade habitual da sua capacidade máxima, melhorando o desenvolvimento atlético desses músculos antes pouco utilizados e reforçando os ligamentos para manter a estabilidade, o que permite uma maior mobilidade.

### Complicações
As complicações residuais da pólio paralítica frequentemente ocorrem no seguimento do processo inicial de recuperação. A paresia e a paralisia musculares podem originar, por vezes, deformações esqueléticas, rigidez articular e deficiências motoras. Uma vez que os músculos do membro afetado se tornam flácidos, eles podem interferir na função de outros músculos. Uma manifestação típica desse problema é o pé equino (uma forma de pé torto ou boto). Essa deformação desenvolve-se quando os músculos que puxam o hálux (dedo grande do pé) para baixo (músculos flexores) estão ativos, mas os que realizam o movimento contrário (músculos extensores) estão paralisados e o pé, naturalmente, tende a ficar caído e a arrastar no chão. Se o problema não for tratado, o tendão de Aquiles na parte posterior do tornozelo retrai e o pé não consegue voltar à posição normal. As vítimas da pólio que desenvolveram o pé equino não conseguem andar adequadamente porque não são capazes de apoiar o calcanhar no chão. Situação similar pode ocorrer se os braços paralisarem. Em alguns casos, o crescimento da perna afetada é lentificado pela pólio, enquanto a outra perna continua a crescer normalmente. O resultado é que uma perna fica menor do que a outra e a pessoa manca e inclina-se para um lado, o que por sua vez leva a deformações na coluna (como a escoliose). Pode desenvolver-se osteoporose com aumento da probabilidade de fraturas ósseas. Pode ser realizada uma intervenção para prevenir ou reduzir a disparidade de comprimento dos dois membros inferiores, como a epifisiodese dos côndilos distais do fêmur ou proximais da tíbia e fíbula, de forma a retardar  artificialmente o crescimento do membro não afetado pela pólio. A eliminação das placas epifisárias (interrupção do crescimento), fará com que as pernas mantenham comprimentos mais próximos. Outros procedimentos para regular o equilíbrio entre os músculos agonistas e antagonistas podem ser úteis. O uso prolongado de muletas ou cadeira de rodas pode causar neuropatia compressiva, assim como perda da função de drenagem do sistema venoso com a consequente estase do sangue no membro paralisado. Outras complicações relacionadas à imobilização prolongada envolvendo os pulmões, rins e o coração incluem edema pulmonar, pneumonia por aspiração, infecções do trato urinário, cálculo renal, íleo paralítico, miocardite e cor pulmonale.

### Síndrome pós-pólio
Entre 25% e 50% das pessoas que sobrevivem à pólio paralítica na infância desenvolvem sintomas adicionais décadas após a recuperação da infecção aguda, principalmente agravamento da fraqueza muscular e fadiga extrema. Essa situação é conhecida como síndrome pós-pólio ou sequela pós-pólio. Pensa-se que os sintomas da síndrome pós-pólio sejam devidos à ineficácia ou exaustão dos neurônios motores extra-longos desenvolvidos durante a recuperação da doença paralítica. Os fatores que aumentam as possibilidades de aparecimento da síndrome incluem o envelhecimento com perda de unidades motoras, a presença de um déficit residual permanente após a recuperação do quadro agudo e ainda a utilização excessiva ou inadequada desses neurônios. A síndrome pós-pólio é uma doença lentamente progressiva, sem tratamento específico. Não é um processo infeccioso e os indivíduos afetados não são portadores de poliovírus.

## Epidemiologia
| não há dados <0.3 0.3-0.75 0.75-1.2 1.2-1.65 1.65-2.1 2.1-2.55 | 2.55-3 3-4 4-5 5-7.5 7.5-10 >10 |

Expectativa de vida saudável para poliomielite a cada 100 000 habitantes em 2004.
não há dados
<0.3
0.3-0.75
0.75-1.2
1.2-1.65
1.65-2.1
2.1-2.55
2.55-3
3-4
4-5
5-7.5
7.5-10
>10

Hoje rara no Ocidente, a poliomielite ainda é endêmica no sul da Ásia e na África, particularmente no Paquistão e na Nigéria, respectivamente. A partir do uso difundido da vacina contra o poliovírus em meados da década de 1950, a incidência de poliomielite caiu dramaticamente em muitos países industrializados. Um esforço global pela erradicação da pólio começou em 1988, liderado pela Organização Mundial da Saúde, pela UNICEF e pela Fundação Rotary. Esses esforços reduziram o número de casos diagnosticados anualmente em 99% ou seja, de 350 000 casos estimados em 1988 desceu para apenas 483 casos em 2001, permanecendo no nível de aproximadamente 1 000 casos por ano (1 606 em 2009). Em 2012, o número de casos desceu para 223. A pólio é uma das duas doenças atualmente em erradicação global, sendo a outra a dracunculíase. Por enquanto, as únicas doenças completamente erradicadas são a varíola, em 1979, e a peste bovina, em 2010. Inúmeros marcos da erradicação têm sido alcançados e várias regiões do mundo já foram certificadas como livres da pólio. A América foi declarada livre da pólio em 1994. Em 2000, a pólio foi oficialmente eliminada de 36 países orientais, incluindo a China e a Austrália. A Europa foi declarada livre da pólio em 2002. No ano de 2012, a pólio permanecia endêmica em apenas três países: Nigéria, Paquistão e Afeganistão, embora continue a causar epidemias em outros países próximos devido à transmissão oculta ou restabelecida. Por exemplo, apesar de ter sido erradicada dez anos antes, um surto foi confirmado na China em setembro de 2011, envolvendo uma estirpe existente no vizinho Paquistão. Desde janeiro de 2011, não é declarado nenhum caso da doença na Índia e, por isso, em fevereiro de 2012, o país foi retirado da lista da OMS de países endêmicos da pólio. Se não há relato de casos de pólio em um país por dois anos, este pode ser declarado como um local livre da doença. Em maio de 2014, a Organização Mundial da Saúde conclamou uma ação coordenada dos países atualmente infectados, após a constatação de que três desses países já haviam exportado o vírus selvagem da pólio para outros locais onde a doença está erradicada. Segundo dados da OMS, 60% dos casos de pólio em 2013 se trataram de exportação do vírus para territórios livres da doença. A declaração de um estado de Emergência de Saúde Pública de Âmbito Internacional para a poliomielite chamou a atenção para o controle da disseminação do vírus a partir de países ainda infectados, colocando em risco os esforços pela erradicação global da doença.

## Erradicação
Em 25 de agosto de 2020, a OMS anunciou a erradicação da polio na África, enfatizando que então cinco de suas seis regiões haviam erradicado a doença, enfatizando que apenas dois países em todo o mundo continuam a observar a transmissão do poliovírus selvagem: o Paquistão e o Afeganistão. "O mundo está mais perto de alcançar a erradicação global da pólio", escreveu a organização.

## História

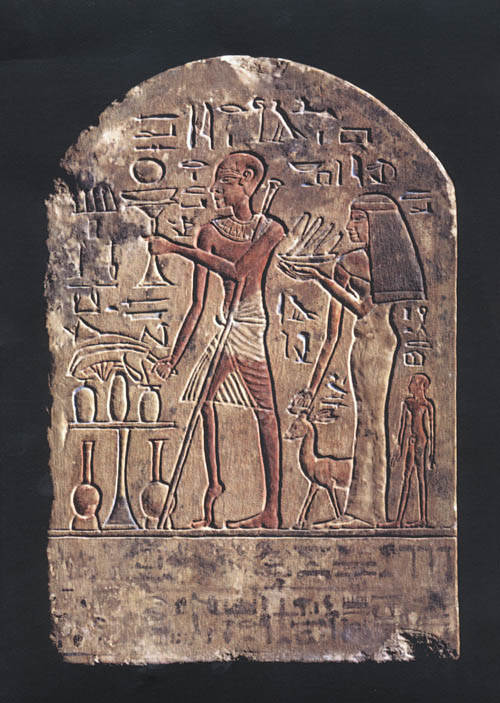
Uma estela egípcia da 18ª dinastia (1403-1365 a.C.) representando uma vítima da pólio

Os efeitos da poliomielite são conhecidos desde a pré-história; pinturas e esculturas do Egito Antigo representam pessoas saudáveis com membros atrofiados e crianças caminhando com bengalas. A primeira descrição clínica da doença foi fornecida pelo médico inglês Michael Underwood em 1789, na qual ele se referia à pólio como "uma debilidade das extremidades inferiores". O trabalho dos médicos Jakob Heine em 1840 e Karl Oskar Medin em 1890 levaram-na a ser conhecida como doença de Heine-Medin. Posteriormente, a doença foi chamada de paralisia infantil, baseado em sua propensão em afetar crianças.
Antes do século XX, as infecções da pólio raramente eram vistas em crianças antes dos seis meses de idade. A maioria dos casos ocorria em crianças entre os seis meses e os quatro anos de idade.  As más condições sanitárias ao longo do tempo resultaram em uma constante exposição ao vírus, o que acentuou a imunidade natural dentro da população. Em países desenvolvidos durante o fim do século XIX e o começo do século XX, foram realizadas melhorias no saneamento básico, incluindo a eliminação mais adequada dos esgotos e o suprimento de água potável. Isso alterou dramaticamente a proporção de adultos e crianças em risco de contrair a infecção, pela redução da exposição na infância e pela imunidade à doença.
Pequenas epidemias localizadas de pólio começaram a surgir na Europa e nos Estados Unidos na década de 1900. Os surtos evoluíram para proporções de pandemia na Europa, América do Norte, Austrália e Nova Zelândia durante a primeira metade do século XX. Por volta de 1950, a idade de maior incidência da poliomielite paralítica nos Estados Unidos mudou para crianças entre os cinco e os nove anos, durante os quais o risco de paralisia é maior; cerca de um terço dos casos foi registrado em pessoas acima de 15 anos de idade. As taxas de paralisia e morte em decorrência da pólio também cresceram durante esse período. Nos Estados Unidos, a epidemia de pólio de 1952 transformou-se no pior surto da história do país. Dos aproximadamente 58 000 casos relatados naquele ano, 3 145 originaram a morte e 21 269 paralisia. A medicina intensiva teve sua origem no combate à pólio. A maioria dos hospitais na década de 1950 tinha acesso limitado ao pulmão de aço para pacientes incapazes de respirar sem assistência mecânica. Centros respiratórios preparados para assistir os pacientes mais graves de pólio foram criados pela primeira vez em 1952 no Blegdam Hospital de Copenhague pelo anestesiologista dinamarquês Bjørn Ibsen, e foram os precursores das unidades de terapia intensiva (UTI).
As epidemias de pólio mudaram não apenas as vidas dos que sobreviveram a elas, mas também conduziram mudanças culturais profundas; iniciativas espontâneas de campanhas para arrecadação de fundos revolucionariam a filantropia médica e fariam surgir a área moderna da fisioterapia. Um dos maiores grupos de deficientes físicos do mundo, os sobreviventes da pólio também contribuíram no avanço do movimento pelos direitos das pessoas com deficiência através de campanhas por direitos sociais e civis para os deficientes. A Organização Mundial da Saúde estima que há de 10 a 20 milhões de sobreviventes de pólio no mundo. Em 1977, havia 254 000 pessoas vivendo nos Estados Unidos com paralisia devido à pólio. De acordo com médicos e com grupos locais de apoio, há cerca de 40 000 sobreviventes de pólio com diversos graus de paralisia vivendo na Alemanha, 30 000 no Japão, 24 000 na França, 16 000 na Austrália, 12 000 no Canadá e 12 000 no Reino Unido.